# Csáky András
Csáky András (Budapest, 1953. –) magyar orvos, korábbi országgyűlési képviselő (MDF), 2019-től Cegléd polgármestere.

## Életpályája
Csáky András Budapesten végezte iskoláit és 1981-ben itt szerzett diplomát az orvosi egyetemen. Ugyancsak 1981-től a ceglédi Toldy Ferenc kórház pathológiai osztályán dolgozott. 1985-ben szerzett szakorvosi képesítést. 1996 áprilisától osztályvezető főorvos volt. 1988 decemberétől az MDF tagja volt. 1992-től kezdődően, kisebb megszakításokkal a ceglédi szervezet, 1994 óta a Pest megyei Választmány elnöke. 1991-től az Országos Választmány tagja, majd 1993-94-ben az egyik ügyvivője volt. 
1990-ben és 1994-ben Cegléden, a lakóhelyén választották  önkormányzati képviselővé. 
2009-ben távozott az MDF-ből.
2019 októberében Cegléd polgármesterévé választották.

## Forrás
static.valasztas.hu